# Benedicto Zacconi
Benedicto de Moraes Menezes, noto anche col nome italianizzato Benedetto Zacconi e conosciuto in Brasile come Benedicto (Rio de Janeiro, 10 febbraio 1910 – Rio de Janeiro, 11 febbraio 1944), è stato un calciatore brasiliano, di ruolo attaccante o difensore.

## Carriera

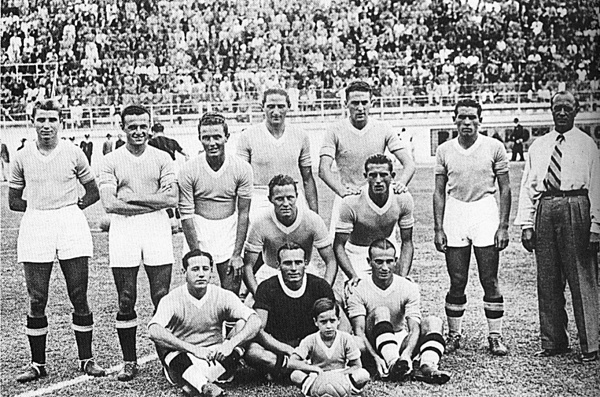
Zacconi (accosciato, primo da sinistra) nella Lazio del 1936-37

Inizia la carriera nel Brasil de Pelotas.
Nel 1927 si trasferisce al Botafogo con cui vince i Campionati Carioca del 1930 e 1932, vestendo anche la prestigiosa maglia della Nazionale brasiliana ai Mondiali del 1930 in Uruguay.
Dopo una parentesi al Fluminense, Zacconi arriva in Italia come oriundo acquistato dal Torino dove rimane per due stagioni (57 presenze e 7 reti), prima di trasferirsi alla Lazio.
Coi capitolini rimane per quattro stagioni collezionando 110 presenze e 4 reti fra cui quella del 15 gennaio 1939 nel primo derby contro la Roma vinto per 2-0 sul Campo Testaccio.
Nel 1939 decise di ritirarsi dal mondo del calcio giocato e tornò a Rio de Janeiro.

## Palmarès

### Club
- Campionato Carioca: 2

Botafogo: 1930, 1932